# Ignace Pierre IV d'Antioche
Ignace Pierre IV (arabe : إغناطيوس بطرس الرابع الموصلي), né en 1798 Mossoul en Irak et mort le 8 octobre 1894 à Mardin, fut patriarche syriaque orthodoxe d'Antioche et de tout l'Orient de 1872 à 1894.

## Biographie
Il est né dans une famille chrétienne de dignitaires et notables locaux. Il passe son adolescence au monastère Mor Hananyo, où il devint plus tard moine puis il se voit ordonné prêtre. En 1846, il fut ordonné  archevêque de Damas par le patriarche Ignace Jacques II et prit le nom de Julius. 
En tant que métropolite de Damas, il s'est engagé dans une dispute avec l'Église catholique syriaque concernant la propriété de diverses églises et monastères antiques au sein de son diocèse. Il en a ainsi récupéré beaucoup pour l'Église syriaque orthodoxe.
Au moment de la mort du patriarche Ignatius Jacques II, en 1871, il séjournait à Constantinople et ne pouvait se rendre à  Mardin pour les élections patriarcales. Cependant, le synode l'élit à l'unanimité en tant que patriarche. Au début, il déclina le poste, mais, persuadé sans relâche, il fut consacré patriarche le 16 juin 1872 au monastère de Mor Hananyo, sur lequel il prit le nom patriarcal Ignatius.
Peu après son élection, il commence un grand mouvement de modernisation au sein des structures de son Église. En 1873, il s'installe à Constantinople où il est reconnu par le gouvernement ottoman en tant que patriarche syriaque orthodoxe officiel et reçoit les droits appropriés.
En tant que patriarche syriaque orthodoxe, il intervient dans plusieurs affaires qui concernent l'Église malankare orthodoxe. Il fonde également plusieurs églises orthodoxes en Inde, en Égypte et à Jérusalem.  Il est décoré des insignes de la première classe de l'Ordre du Médjidié.
Il est mort le 8 octobre 1894 à Mardin et est enterré quelques jours après à Beth Qadishe.